# Stylurus clathratus
Stylurus clathratus är en trollsländeart som först beskrevs av James George Needham 1930.  Stylurus clathratus ingår i släktet Stylurus och familjen flodtrollsländor. IUCN kategoriserar arten globalt som livskraftig. Inga underarter finns listade i Catalogue of Life.